# Озчелик, Серап
Серап Озчелик Арапоглу (тур. Serap Özçelik Arapoğlu; род. 18 февраля 1988, Стамбул) — турецкая каратистка, выступающяя в категориях кумите 50–53 кг. Она выиграла титул чемпиона мира в 2014 году и титул чемпиона Европы в 2011, 2012 и 2014 годах.

## Биография
Озчелик начала заниматься каратэ в 2000 году в Эюпе, Стамбул, а в 2005 году была включен в национальную сборную. Она является членом спортивного клуба EGO в Анкаре. Озчелик работает учителем физкультуры в начальной школе имени Яшара Догу в Кягытхане, Стамбул.
На Всемирных играх 2013 года, проходивших в Кали (Колумбия), она выиграла золотую медаль в женском кумитэ до 50 кг. В финале она победила Александру Реккью из Франции.
Она представляла Турцию на летних Олимпийских играх 2020 года в Токио, Япония. Она участвовала в соревнованиях среди женщин до 55 кг.
Она проиграла матч за бронзу в весовой категории до 50 кг среди женщин на Средиземноморских играх 2022 года, проходивших в Оране, Алжир.
Она выиграла серебряную медаль в весовой категории до 50 кг среди женщин на чемпионате Европы 2023 года, который проходил в Гвадалахаре, Испания. Она выиграла одну из бронзовых медалей в весовой категории до 50 кг среди женщин на Европейских играх 2023 года, проходивших в Польше.